# アブドゥル・カマラ
アブドゥル・ラザギ・カマラ（Abdoul Razzagui Camara, 1990年2月20日 - ）は、ギニア・マムー出身の元同国代表サッカー選手。現役時代のポジションはフォワード。

## 経歴
スタッド・レンヌの下部組織出身。2008年、U-19チームの国内カップ戦であるクープ・ドゥ・ガンバルデッラで優勝した。
2009-10シーズンはヴァンヌOCにレンタル移籍し、2011年8月30日FCソショーに移籍した。
2014年7月1日、アンジェSCOに移籍した。
2016年1月4日、ダービー・カウンティFCに移籍した。
2018年9月、現役引退を表明した。

## 代表歴
ユース世代ではフランス代表として、2007年のFIFA U-17ワールドカップに出場した。
アフリカネイションズカップ2012のギニア代表に選出され、親善試合マリ戦でラサネ・バングラと交代で出場し、初キャップを記録した。

## 個人成績
| シーズン | クラブ          | リーグ                   | リーグ | リーグ |
| シーズン | クラブ          | リーグ                   | 出場   | 得点   |
| -------- | --------------- | ------------------------ | ------ | ------ |
| 2008-09  | レンヌ          | リーグ・アン             | 1      | 0      |
| 2009-10  | ヴァンヌ (loan) | リーグ・ドゥ             | 37     | 4      |
| 2010-11  | レンヌ          | リーグ・アン             | 24     | 0      |
| 2011-12  | レンヌ          | リーグ・アン             | 2      | 0      |
| 2011-12  | ソショー        | リーグ・アン             | 21     | 1      |
| 2012-13  | ソショー        | リーグ・アン             | 15     | 0      |
| 2012-13  | PAOK (loan)     | ギリシャ・スーパーリーグ | 13     | 2      |
| 2013-14  | ソショー        | リーグ・アン             | 11     | 0      |
| 2013-14  | マヨルカ (loan) | プリメーラ・ディビシオン | 6      | 0      |
| 2014-15  | アンジェ        | リーグ・ドゥ             | 27     | 6      |
| 2015-16  | アンジェ        | リーグ・アン             | 17     | 2      |